# Kloster Manasija

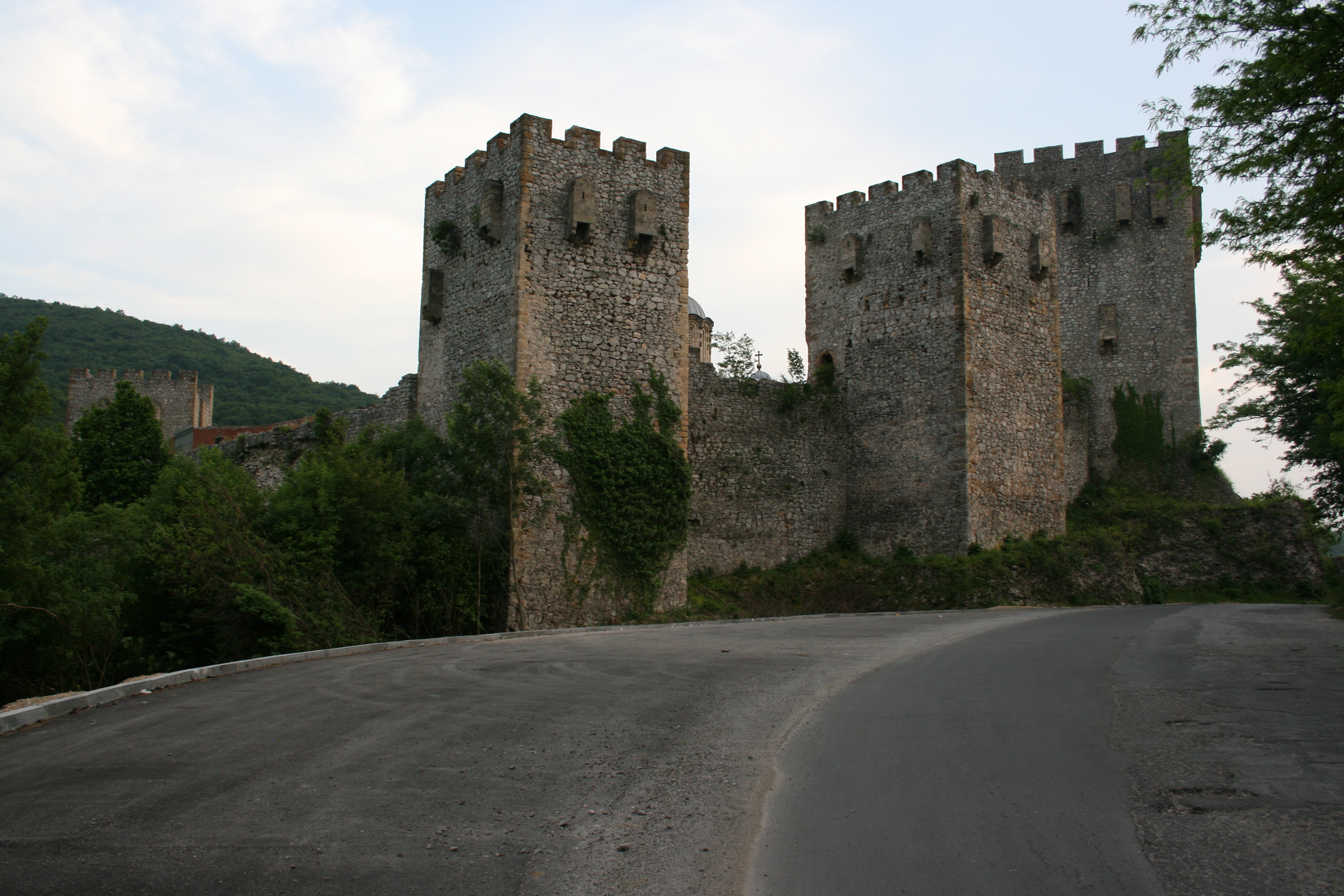
Außenansicht der Wehrmauern

Das zumeist Kloster Manasija (jedoch ist der eigentliche Name des Klosters Resava) genannte Wehrkloster der Serbisch-Orthodoxen Kirche liegt in den Homolje-Bergen nahe der zentralserbischen Städte Jagodina und Despotovac in einem kleinen Seitental der Morava. Es war als Grablege des serbischen Despoten Stefan Lazarević vorgesehen. Nachdem lange Zeit angenommen worden war, dass dieser hier nie begraben wurde, konnten die sterblichen Überreste des Despoten bei archäologischen Ausgrabungen 2006 in der Klosterkirche gefunden werden.
Manasija bildet als Ensemble das Hauptwerk der spätmittelalterlichen serbischen Kunst. Es ist in seiner Konzeption als „ideale Stadt“ in einer Interpretation biblischer Vorstellungen geplant worden. Diese symbolische Rolle als Abbild des „Himmlischen Jerusalem“ bestimmte allgemein das von religiösem Denken geprägte Idealbild spätmittelalterlicher serbischer Kloster- und Stadtgründungen, dessen reifste Variante in Manasija verwirklicht wurde.

## Grundaufbau
Das Kloster ist von einer starken Doppelmauer mit 12 Türmen umgeben. Diese Wehranlage gilt als die vollendetste in Serbien im Mittelalter. Als einzige serbische Festung wurden die Wehrtürme mit kleinen Balkonen, sogenannten Maschikuli, ausgestattet. Insgesamt 139 Maschikuli waren für die Verteidigung eingerichtet. Der Hauptverteidigungsturm der Anlage, der große Donjon, gilt als größter Einzelturm der mittelalterlichen serbischen Wehrarchitektur und ist einer der größten Wehrtürme der Balkanhalbinsel.
Innerhalb der umwehrten Anlage, in der sich neben der monumentalen Marmorkirche das bis heute größte bekannte öffentliche mittelalterliche Gebäude auf dem Territorium Serbiens, die Speiseräume des Klosters, finden, stand Resava mit der Etablierung der vom Humanismus geprägten sogenannten Resava-Schreibschule unter Konstantin Kostenecki als wichtigstem Exponat serbischer literarischer Tätigkeit in der ersten Hälfte des 15. Jahrhunderts den anderen serbischen Klöstern und Kulturzentren vor.
Das Katholikon ist im Inneren mit künstlerisch herausragenden Fresken ausgemalt, die stilistisch zu den Höchstleistungen der spätbyzantinischen Kunst zählen.
Das Kloster steht zurzeit auf der vorläufigen UNESCO-Liste des Weltkulturerbes, und man bemüht sich, es in die Liste des Welterbes der Menschheit aufzunehmen.

## Baugeschichte und Chronik

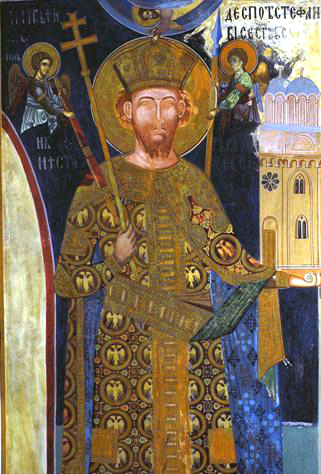
Stifterporträt von Stefan Lazarević mit Darstellung des Klosters Manasija 1407–1418

Die größte und in vielfältiger Weise beeindruckendste Kirche, die in Serbien vor der osmanischen Eroberung gebaut wurde, ist die Dreifaltigkeitskirche von Manasija. Das Kloster mit der Kirche wurde von Stefan Lazarević, Herrscher Serbiens zwischen 1389 und 1427, gegründet. Die Kirche selbst wurde von 1407 bis 1418 fertiggestellt. Sie bildete das Modell der Hauptstiftung seines Vaters nach, jedoch übertraf Stefan Lazarevićs Gründung diese in vielen unterschiedlichen Aspekten. Manasija, wie auch das Ravanica, sollte das Mausoleum seines Erbauers werden. Der gleiche Bauplan kam zur Anwendung, doch wurde Manasija deutlich größer und erreicht 14,5 m Breite (18,5 m mit den Apsiden) und 34,5 m Länge.
Nach Aussagen von Konstantin Kostenecki hatte der Despot vor, ein großartiges Gebäude zu errichten:

„Er rekrutierte dafür die bedeutendsten Baumeister und talentiertesten Freskenmaler und suchte sie dafür auch auf den Inseln“

Der große, viereckige Narthex wurde wie derjenige im Kloster Ravanica bei osmanischen Brandschatzungen, von denen sich die erste 1439 ereignete, zerstört. Die Kirche besaß große Glocken, die ebenso bei einer weiteren Brandschatzung 1476 verloren gingen. Der heutige Narthex zeigt zwar den gleichen Grundriss wie der ursprüngliche, jedoch stammt der Aufbau aus einer Restaurierung im 19. Jahrhundert. Ob der Narthex ursprünglich einen Glockenturm besaß, ist ungeklärt. Nur der mit geometrischen Marmoreinlagen verzierte Boden im Narthex ist heute noch in ursprünglicher Form erhalten. Der Hauptteil des Kirchengebäudes ist substanziell aber bis heute in Originalausführung erhalten.
Nachdem Manasija 1444 an Đurađ Branković zurückgefallen war, eroberte Sultan Mehmed II. Fatih die Stadt im Gefolge der Belgrader Kampagne 1456. Nachdem die Osmanen vor Belgrad zurückgeschlagen worden waren, verließen sie auch das strategisch wichtige Manasija. Am 10. Mai 1458 wurde Manasija schließlich an Mehmed-Pascha Anđelković übergeben. Während der osmanischen Herrschaft war im Kloster eine kleinere türkische Militäreinheit stationiert. 1689 eroberten die Österreicher die Klosteranlage. Zu dieser Zeit hatte Manasija jedoch schon jede strategische Bedeutung verloren. Von 1718 bis 1739 unterhielten die Österreicher eine Militäreinheit in der Festung. Außerhalb der eigentlichen Klosteranlage errichteten sie dafür eine Kaserne.
Von 1806 bis 1810 wurde das verlassene und teilverfallene Kloster unter einer Apanage von Karađorđe erstmals erneuert. 1832 verweilte Knez Miloš Obrenović im Kloster. 1844–1845 wurde die baufällige Dachkonstruktion repariert. Seit Mitte des 19. Jahrhunderts begann durch die Erneuerung der Mönchszellen auch wieder ein reges monastisches Leben. 1857 spendet die russische Zarin Marija Alexandrowna dteser Mönchsgemeinschaft ein vergoldetes Evangelium.

## Anlage

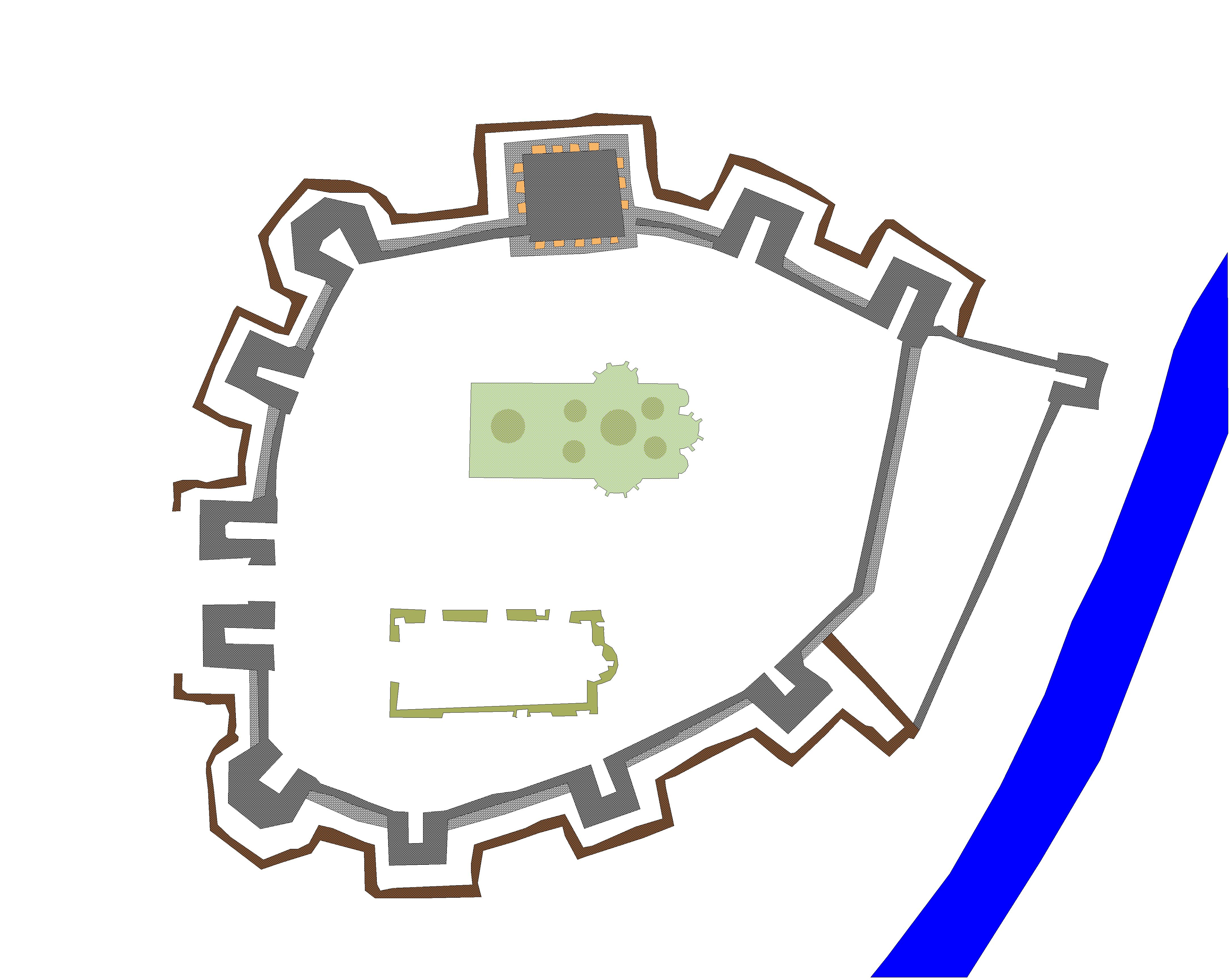
Plan der Klosteranlage

In der fast ovalen Ausführung der Anlage war als generelles Baukonzept serbischer Klöster seit dem Ende des 12. Jahrhunderts gebräuchlich. Dieser wurde hier auch als einem Abbild des „himmlischen Jerusalem“ eine symbolische Bedeutung beigemessen. Diese etablierte Form der monastischen Anlagen wurde in der Ausführung bei der Errichtung des Klosters Manasija in ein mächtiges christliches Bollwerk transformiert, mit einem System hoher Mauern und dem Herausragen von elf massiven Türmen. Ein niederer Wall umfließt die Hauptmauer, und ein breiter Graben liegt vor den Verteidigungswällen.
Zwei der Wehrtürme sind oktogonal, der Rest rechteckig ausgeführt. Alle bis auf einen sind nach innen hin offen gebaut, eine für serbische mittelalterliche Wehrbauten typische Praxis. Der Komplex wird durch ein einziges Tor auf der Westseite, das von zwei Türmen flankiert wird, betreten. Ein solcherart doppeltürmiges Tor war in der späten byzantinischen Kultur unbekannt, während es im Westen häufig angewandt wurde. Die Möglichkeit, dass dies einem Konzept westlicher Militärarchitektur geschuldet ist, ist ebenso wie eine mögliche symbolischen Rolle als Stadttor zum „Himmlischen Jerusalem“ Gegenstand der Forschung zur Baugeschichte Manasijas.
Der niedrigere äußere Wall umgibt den ganzen Komplex und erhöht die Effektivität der Verteidigungsanlagen. Dominiert wird die Festung von einem einzelnen massiven Turm, dem Donjon, einem Meisterwerk der Militärarchitektur. Mit einer Grundfläche von 14,6 m × 14,6 m (20 m × 20 m an der geböschten Basis) besitzt er sieben Stockwerke und ist 35 m hoch. Als solcher stellt er einen der größten befestigten Türme der Balkanhalbinsel dar. Das vorletzte Stockwerk ist mit einem System auskragender Maschikuli ausgestattet, einem weiteren aus dem Westen importierten Verteidigungskonzept, das in der serbischen Militär-Architektur wohl erstmals hier eingesetzt wurde.

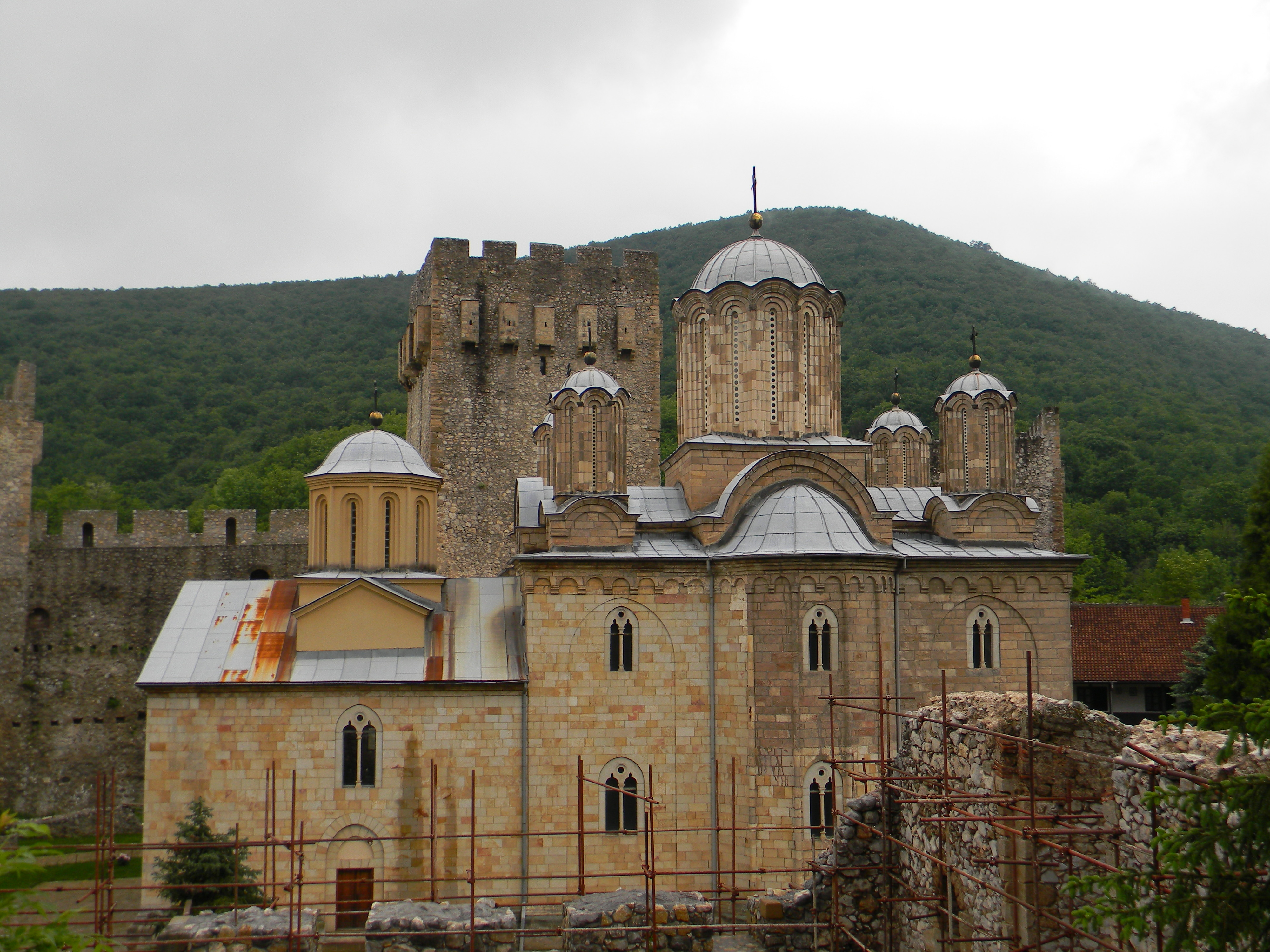
Außenansicht der Klosterkirche
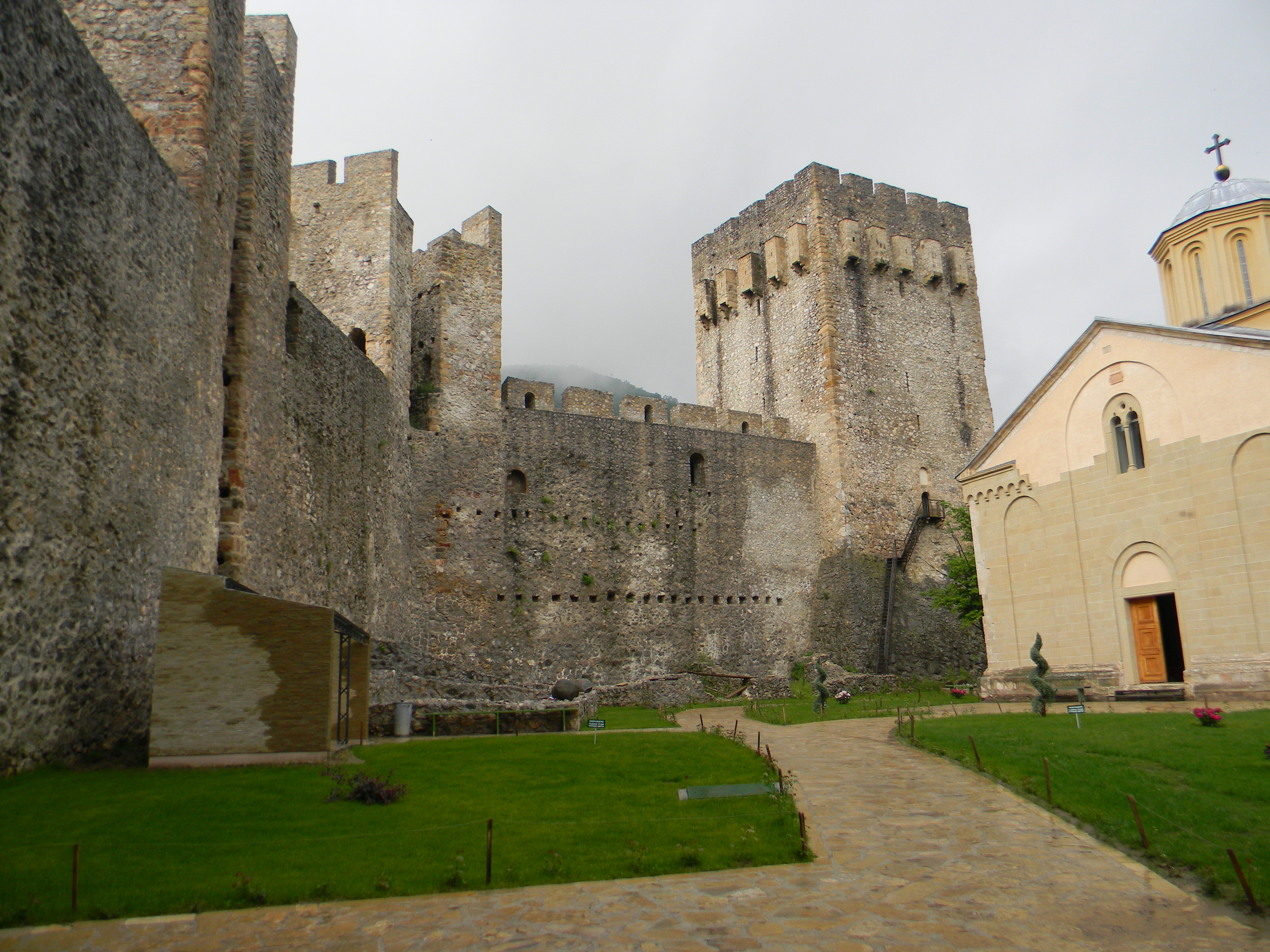
Donjon der Verteidigungsmauern
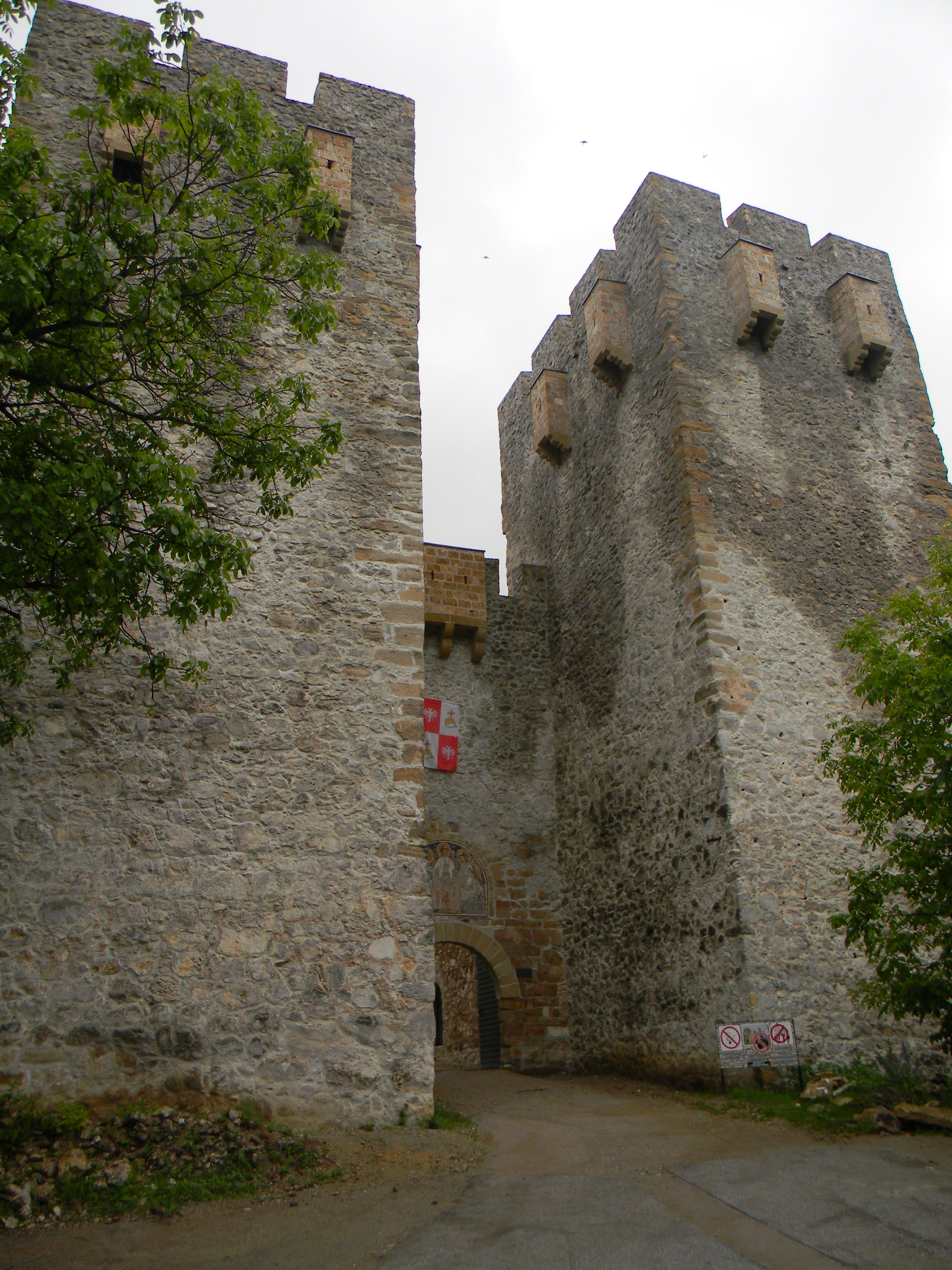
Tor in der Wehrmauer
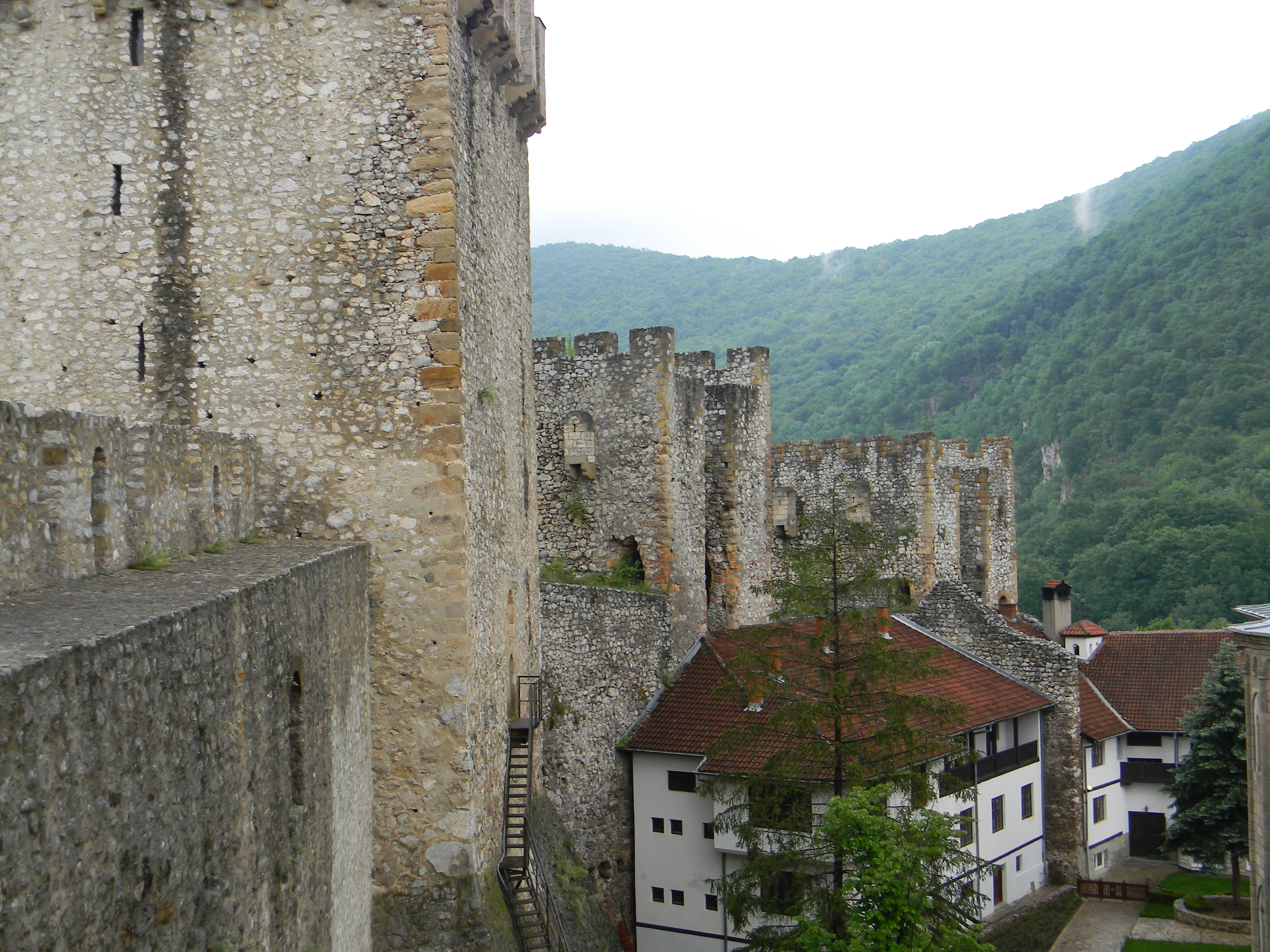
Wehrtürme

## Katholikon

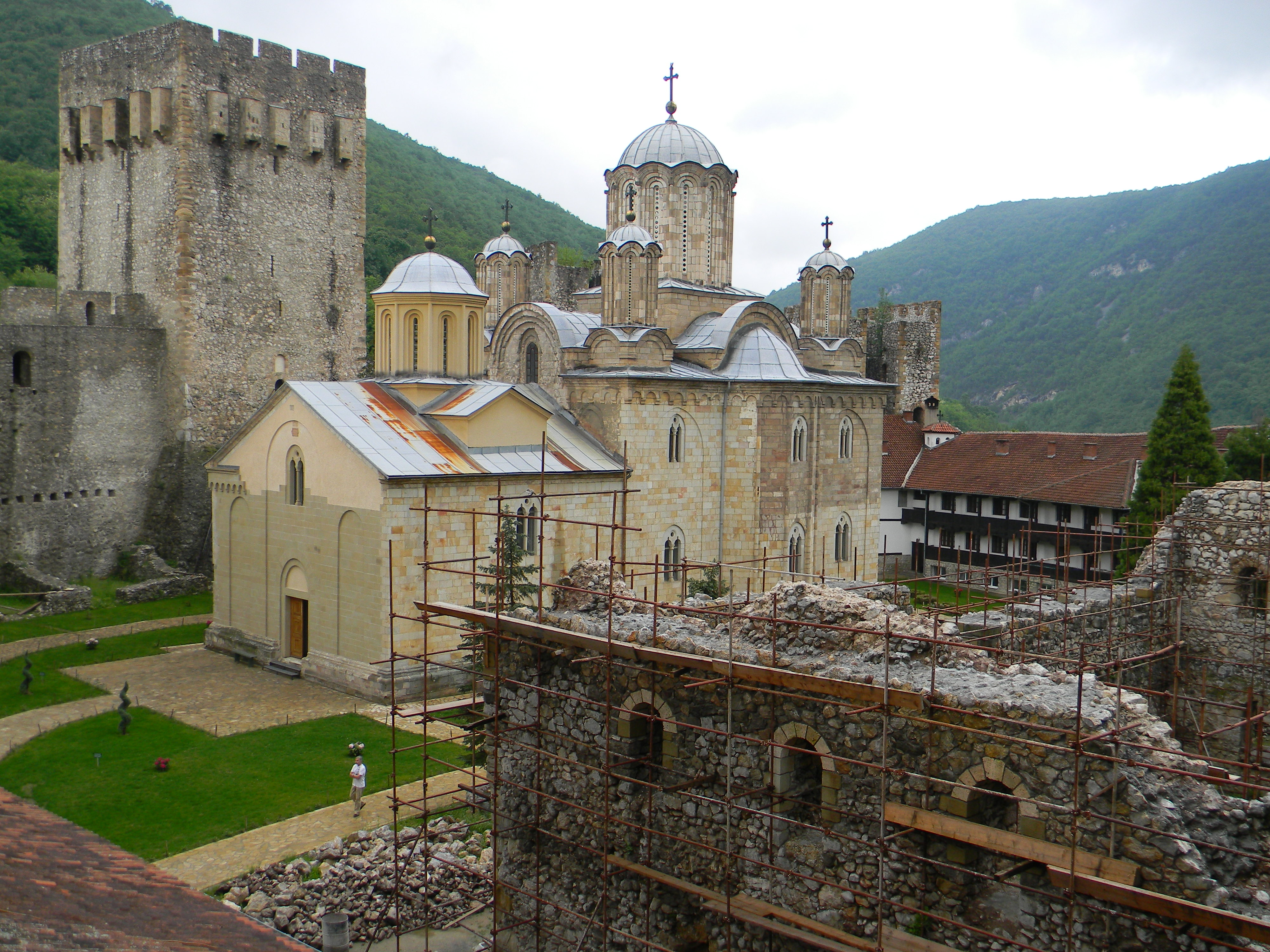
Dreifaltigkeitskirche im Kloster Manasija

Die aufwendige Fünfkuppelkirche ist als Dreikonchenanlage ein Typus der Morava-Schule. Die Marmorverkleidung lässt Anklänge an frühere Königsgräber der Nemanjiden erkennen (Kloster Visoki Dečani, Kloster Studenica). Als direkte Vorbilder der fünfkuppeligen Kreuzkirche haben das Kloster Ravanica bei Ćuprija und das Erzengelkloster bei Prizren gedient.
Der Plan der Kirche wiederholt das Schema von Ravanica in einer etwas größeren Variante. Der zentrale, überkuppelte Raum ist, wie in Ravanica, durch vier große zylindrische Säulen definiert, von denen jede vier diagonale schmale Kolonetten trägt. Die Kuppel misst 4,5 m im Durchmesser und erhebt sich auf 21 m. Sie unterstreicht den vorherrschenden Wunsch einer vertikalen Akzentuierung. Dies wird in den vier Eckkuppeln nochmals verstärkt, deren schmale, hohe Silhouette die äußere Wirkung im Höhendrang unterstreicht.
Die größte Überraschung der architektonischen Wirkung der Kirche beruht auf der hellen Marmorfassade. Sie ist aus feingeschnittenen Steinblöcken beschaffen, denen jede skulpturale Dekoration fehlt. Die generelle stilistische Impression gleicht daher mehr einer romanischen als einer byzantinischen Kirche.

## Fresken
Wie allgemein alle byzantinischen Kirchen wurden die Innenwände des Katholikon mit bildlichen Szenen aus dem Neuen und Alten Testament ausgemalt. Nach Vojislav Đurić sind die Fresken stilistisch mit kontemporären Arbeiten in Thessaloniki verbunden und eine Ausbildung der Maler Manasijas in diesem wichtigen byzantinischen Kunstzentrum am wahrscheinlichsten. Nachdem Thessaloniki Ende des 14. Jahrhunderts das erste Mal unter osmanische Herrschaft gefallen war, emigrierten viele Künstler und deren Malerwerkstätten in das serbische Despotat. Hier entfalteten sich in der neuen Umgebung neue Impulse in der Ikonographie, die im Volumen und Dekor der dargestellten Figuren, der Harmonie der farblichen Gestaltung der Flächen, dem Typus der dargestellten Heiligen und einer allgemeinen Wiederbelebung des künstlerischen Erbes durch Perfektionierung und Komplettierung der Malkunst der Freskenmalerei Manasijas einen stärker poetischen Charakter gaben.
Das Malprogram Manasijas ist insbesondere in den aristokratischen und ritterlichen Szenen durch kühle Harmonie und weihevolle Darstellung gekennzeichnet. Die heiligen Krieger sowie das Stifterporträt sind dabei die bekanntesten Darstellungen. Die Qualität der Malerei Manasijas gehört zu den Höhepunkten der spätbyzantinischen Kunst und ist mit den zeitgleichen Malprogrammen in Russland (Andrei Rubljow), Griechenland (Mystras) sowie in Serbien (Kalenić) ein Hauptwerk des 15. Jahrhunderts.